# Larose
Larose is een plaats (census-designated place) in de Amerikaanse staat Louisiana, en valt bestuurlijk gezien onder Lafourche Parish.

## Demografie
Bij de volkstelling in 2000 werd het aantal inwoners vastgesteld op 7306.

## Geografie
Volgens het United States Census Bureau beslaat de plaats een oppervlakte van
29,9 km², waarvan 29,0 km² land en 0,9 km² water. Larose ligt op ongeveer 2 m boven zeeniveau.

## Plaatsen in de nabije omgeving
De onderstaande figuur toont nabijgelegen plaatsen in een straal van 24 km rond Larose.